# Theridion tristani
Theridion tristani är en spindelart som beskrevs av Claude Lévi 1959. Theridion tristani ingår i släktet Theridion och familjen klotspindlar.
Artens utbredningsområde är Costa Rica. Inga underarter finns listade i Catalogue of Life.